# David Dalhoff Neal
David Dalhoff Neal, född den 20 oktober 1838 i Lowell, Massachusetts, död den 2 maj 1915 i München, var en amerikansk arkitektur- och genremålare. Han var far till Max Neal.
Neal begav sig 1861 till München, där han under följande år blev akademiens elev, studerade två år antiken och ingick senare som lärjunge i sin blivande svärfars Ainmillers ateljé. Under dennes ledning målade han åtskilliga arkitekturbilder, det inre av kyrkor, exempelvis Edvard bekännarens kapell i Westminster Abbey och Markuskyrkan i Venedig. År 1869 fick han inträde i Pilotys ateljé och från den tiden höll han sig troget till den riktning av figurmålningen vilken 1876 förskaffade honom stora medaljen för tavlan: Maria Stuarts och Rizzios första möte, beundrad på flera utställningar. Av hans övriga tavlor bör nämnas James Watt (1874).

## Fotnoter
1. 1 2  Benezit Dictionary of Artists, Oxford University Press, 2006 och 2011, ISBN 978-0-19-977378-7, Benezit-ID: B00129137, läst: 9 oktober 2017.[källa från Wikidata]
2. 1 2  SNAC, SNAC Ark-ID: w6jr4t4m, läs online, läst: 9 oktober 2017.[källa från Wikidata]
3. ↑  Artists of the World konstnärs-ID: 00132996.[källa från Wikidata]
4. 1 2 3  Katalog der Deutschen Nationalbibliothek, Deutsche Nationalbibliotheks katalog-id-nummer: 1078072965, läst: 10 juni 2020.[källa från Wikidata]
5. ↑  RKDartists, RKDartists-ID: 58986, läst: 23 augusti 2017.[källa från Wikidata]
6. ↑  RKDartists, RKDartists-ID: 58986, läst: 15 oktober 2016.[källa från Wikidata]